# ISO 3166-2:BQ
ISO 3166-2:BQ — стандарт Международной организации по стандартизации, который определяет геокоды. Является подмножеством стандарта ISO 3166-2, относящимся к островам Бонайре, Синт-Эстатиус и Саба. Стандарт охватывает 3 особые общины Бонайре, Синт-Эстатиус и Саба. Каждый геокод состоит из двух частей: кода Alpha2 по стандарту ISO 3166-1 для Бонайре, Синт-Эстатиус и Саба — BQ и дополнительного кода, записанных через дефис. Дополнительный двухбуквенный код образован созвучно: названию, аббревиатуре названия общины. Геокоды особых общин Бонайре, Синт-Эстатиус и Саба являются подмножеством кодов домена верхнего уровня — BQ, присвоенного Бонайре, Синт-Эстатиус и Саба в соответствии со стандартами ISO 3166-1. Бонайре, Синт-Эстатиус и Саба являются особыми общинами административно-территориального деления Нидерландов.

## Геокоды Бонайре, Синт-Эстатиус и Саба
Геокоды 3 особых общин административно-территориального деления Бонайре, Синт-Эстатиус и Саба.
| Геокод | Административная единица | Статус        |
| ------ | ------------------------ | ------------- |
| BQ-BO  | Бонайре                  | особая община |
| BQ-SE  | Синт-Эстатиус            | особая община |
| BQ-SA  | Саба                     | особая община |

## Геокоды пограничных Бонайре, Синт-Эстатиус и Саба государств
- Сент-Китс и Невис — ISO 3166-2:KN (на юго-востоке (морская граница для островов Синт-Эстатиус и Саба)),
- Сен-Бартельми — ISO 3166-2:BL (на северо-востоке (морская граница для островов Синт-Эстатиус и Саба)),
- Сен-Мартен — ISO 3166-2:MF (на севере (морская граница для островов Синт-Эстатиус и Саба)),
- Синт-Мартен — ISO 3166-2:SX (на севере (морская граница для островов Синт-Эстатиус и Саба)),
- Венесуэла — ISO 3166-2:VE (на юге (морская граница для острова Бонайре)),
- Кюрасао — ISO 3166-2:CV (на северо-западе (морская граница для острова Бонайре)).